# Nathan Augustus Cobb
Nathan Augustus Cobb, född den 30 juni 1859 i Spencer, Massachusetts, död den 4 juni 1932 i Baltimore, Maryland, är känd som "nematologins fader i USA".
Han grundlade rundmaskarnas taxonomi och beskrev över 1 000 arter.
Auktorsnamnet Cobb kan användas för Nathan Augustus Cobb i samband med ett vetenskapligt namn inom zoologin; se Wikipedia-artiklar som länkar till auktorsnamnet.